# Grb Dalmacije
Grb Dalmacije, povijesni hrvatski grb koji se danas nalazi u kruni grba Hrvatske, a predstavlja heraldički simbol regije Dalmacije. U srednjem vijeku koristio se kao opći grb hrvatskih zemalja, odnosno vladara tih zemalja. Slikovno se prikazuje kao plavo obojani štit s tri zlatne okrunjene lavlje glave (heraldički leopardi).

## Povijest grba

### Grb Kraljevstva Hrvatske i Dalmacije odnosno (srednjovjekovne) "Slavonije" u srednjem vijeku